# أوليفيا روجوفسكا
أوليفيا روغواسكا (بالإنجليزية: Olivia Rogowska) (مواليد 7 يونيو 1991) في ملبورن، أستراليا، لاعبه كرة مضرب استرالية من أصل بولندي. كلا والديها من بولندا. ولدت في يولندا وتعيش في ملبورن، أستراليا. صاحبة أعلى تصنيف في الفردي لها الترتيب رقم 104 ، والتي وصلت له في 28 تموز 2014. واعلي تصنيف لها في الزوجي هو 89 والتي وصلت لة في 28 تموز 2014. وقد هزمت يلينا دوكيتش، اليسيا موليك، ماريا كيريلينكو وصوفيا ارفيدسون، وأخذت مجموعات من المصنفة الاولي سابقا دينارا سافينا، اليونا بوندارينكو، كاترينا بوندارينكو، سورانا كريستيا، جارملا غاجدوسوفا، اناستازيا روديونوفا، سانيا ميرزا وكاسي ديلاكوا.

## روابط خارجية
- أوليفيا روجوفسكا على موقع رابطة محترفات التنس (الإنجليزية)
- أوليفيا روجوفسكا على موقع الاتحاد الدولي لكرة المضرب (الإنجليزية)
- أوليفيا روجوفسكا على موقع كأس بيلي جين كينغ (الإنجليزية)
- أوليفيا روجوفسكا على موقع اتحاد التنس الأسترالي (الإنجليزية)
- أوليفيا روجوفسكا على موقع خلاصة التنس.كوم (الإنجليزية)
- أوليفيا روجوفسكا على موقع إي إس بي إن.كوم (الإنجليزية)
- أوليفيا روجوفسكا على موقع اتحاد ألعاب الكومنولث (مؤرشف) (الإنجليزية)